# Saúca
Saúca község Spanyolországban, Guadalajara tartományban. Saúca Alcolea del Pinar, Torremocha del Campo, Sigüenza és Estriégana községekkel határos. Lakosainak száma 48 fő (2024).

## Népesség
A település népessége az utóbbi években az alábbiak szerint változott:
| Lakosok száma | 71   | 70   | 69   | 54   | 48   | 55   | 59   | 52   | 54   | 48   |
|               | 2001 | 2004 | 2006 | 2009 | 2011 | 2014 | 2016 | 2019 | 2021 | 2024 |